# Dolní Lipina
Dolní Lipina (do roku 1952 Dolní Lindov, německy Unter Lindau) je malá vesnice, část obce Lipová v okrese Cheb v Karlovarském kraji. Nachází se asi 1,5 kilometru západně od Lipové. Je zde evidováno 19 adres. V roce 2011 zde trvale žilo 34 obyvatel.
Dolní Lipina je také název katastrálního území o rozloze 1,91 km². Dolní Lipina leží i v katastrálním území Horní Lipina o rozloze 2,82 km².

## Historie
První písemná zmínka o vesnici pochází z roku 1299.
Po druhé světové válce a odsunu německého obyvatelstva došlo jen k částečnému dosídlení. Vesnická zástavba prořídla, část domů byla demolována. Po demolicích zůstalo stát pouze pět původních usedlostí podél silnice. Druhotně bylo postaveno několik menších usedlostí. Nevznikly zde však žádné rušivé novostavby a urbanisticky hodnotný prostor tak zůstal zachován.

## Obyvatelstvo
| Rok            | 1869 | 1880 | 1890 | 1900 | 1910 | 1921 | 1930 | 1950 | 1961 | 1970 | 1980 | 1991 | 2001 | 2011 | 2021 |
| -------------- | ---- | ---- | ---- | ---- | ---- | ---- | ---- | ---- | ---- | ---- | ---- | ---- | ---- | ---- | ---- |
| Počet obyvatel | 203  | 189  | 160  | 152  | 156  | 146  | 153  | 62   | 53   | 42   | 21   | 22   | 19   | 34   | 33   |
| Počet domů     | 32   | 32   | 32   | 31   | 29   | 29   | 27   | 23   | -    | 9    | 8    | 8    | 10   | 13   | 16   |

## Obecní správa
Při sčítání lidu v letech 1850–1959 Dolní Lipina byla osadou obce Všeboř v okrese Cheb. Od roku 1960 je částí obce Lipová v okrese Cheb.